# Margarida de França, Rainha da Inglaterra
Margarida de França (Paris, c. 1279 — Castelo de Marlborough, 14 de fevereiro de 1318) foi uma princesa da França e rainha da Inglaterra. Era filha de Filipe III da França e de Maria de Brabante. 

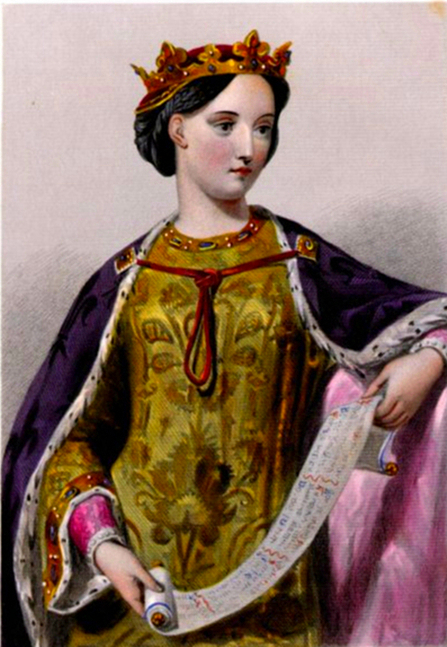
Margarida por Mary Howitt, no seu livro Biographical Sketches of the Queens of England, From the Norman Conquest to the Reign of Victoria; or The Royal Book of Beauty.

## Descendência
Foi a segunda esposa do rei Eduardo I da Inglaterra, com quem teve três filhos:
- Tomás de Brotherton (1300-1338), conde de Norfolk veio a casar duas vezes, em primeiro com Alice Hayles com quem teve descendência, em segunda núpcias com Mary Brewes, com descendência.

- Edmundo de Woodstock (1301-1330), conde de Kent

- Leonor (1306-1311), faleceu ainda nova e não teve descendência.

## Ancestrais
|}